# Aleksin
Aleksin (ryska Але́ксин) är en stad i Tula oblast i Ryssland. Folkmängden uppgår till lite mindre än 60 000 invånare.